# 林有本
林有本（？—？），字道生，順天府东安县民籍福建晋江县人，明末官員。崇禎十年進士。

## 生平
崇祯九年（1636年）丙子科順天鄉試第四十九名舉人，崇祯十年（1637年）丁丑科會試第六十五名，廷試三甲二百十六名進士。吏部观政，十一年授广东合浦知县，十三年調东莞县，十五年本省同考，弘光元年（1645年）考选吏科給事中。

## 家族
曾祖林栋，锦衣卫百户；祖林应元，萬曆壬辰進士、庶吉士，补吏科給事中；父林乔年，廪生。。